# Mexica (gioco da tavolo)
Mexica è un gioco da tavolo creato da Wolfgang Kramer e Michael Kiesling distribuito nel 2002 da Ravensburger in tedesco e da Rio Grande Games in inglese. Mexica si è classificato al 5º posto al Deutscher Spiele Preis del 2002.
Mexica è il terzo gioco della trilogia Mask Trilogy, dopo Tikal e Java.
I giocatori devono cercare di partizionare in distretti la città di Tenochtitlán sul lago di Texcoco e guadagnare poi influenza sulla maggior parte dei distretti.